# Afrasura indecisa
Afrasura indecisa is een vlinder uit de familie spinneruilen (Erebidae), onderfamilie beervlinders (Arctiinae). De wetenschappelijke naam van de soort is voor het eerst geldig gepubliceerd in 1869 door Walker.
Deze nachtvlinder komt voor in tropisch Afrika.